# Jack Hills
Jack Hills är kullar i Australien. De ligger i delstaten Western Australia, omkring 660 kilometer norr om delstatshuvudstaden Perth.
Omgivningarna runt Jack Hills är i huvudsak ett öppet busklandskap. Trakten runt Jack Hills är nära nog obefolkad, med mindre än två invånare per kvadratkilometer. Genomsnittlig årsnederbörd är 275 millimeter. Den regnigaste månaden är januari, med i genomsnitt 74 mm nederbörd, och den torraste är augusti, med 4 mm nederbörd.